# 안트로젠
안트로젠(Anterogen Co. Ltd.)는 대한민국의 신약개발 기업이다. 본사는 서울시 금천구 디지털로 130, 405호(가산동, 남성플라자)에 위치해 있으며 대표이사는 김미현이다. 당뇨병 치료제와 퇴행성 관절염 치료제를 연구한다

## 역사
2000년 3월에 설립되었다.

## 상장
2016년 2월 15일에 공모가 24,000원에 코스닥 시장에 상장하였다.

## 참고문헌
1. ↑  안트로젠, 'ANT-301' 제1/2a상 IND 미국 FDA 승인 신청, 팜뉴스, 2023.06.15
2. ↑  안트로젠, 2번째 당뇨병성족부궤양 국내 3상 속도, 데일리팜, 2023-05-29
3. ↑  안트로젠 "퇴행성관절염 치료제 임상 1상 계획 식약처 승인", 이나, 2023-11-24